# Tornos robiginosus
Tornos robiginosus är en fjärilsart som beskrevs av Morrison 1875. Tornos robiginosus ingår i släktet Tornos och familjen mätare. Inga underarter finns listade i Catalogue of Life.